# On the Level (album)
On the Level è l'ottavo album della rock band inglese Status Quo, pubblicato per la prima volta nel febbraio del 1975.

## Il disco

### Concezione
Nell'estate del 1974, sebbene impegnati in una lunga tournée mondiale, gli Status Quo cominciano a lavorare alla scrittura di un nuovo album di studio, con l'idea di un progetto musicale innovativo che sia nel contempo in grado di mantenerli in cima alle classifiche.

### Contenuti
Il lavoro prende le mosse dalla decisione di rendere più immediati i toni espressivi, con una maggiore pulizia sonora e composizioni come Little Lady, I Saw the Light e la celebre Down Down, scandite da sequenze dinamiche, brillanti e incisive.
Inoltre, viene seguito il modello delle 12 battute della musica blues ma in un piano complessivo in cui le solide armonie rock scorrono fluidamente e gli accordi si succedono veloci tra sezioni ritmiche nitide e marcate, in brani dalla struttura musicale deliberatamente più diretta e meno elaborata rispetto ai lavori precedenti.

### Accoglienza
Grazie alla sua freschezza, On the Level viene ben accolto dalla stampa specializzata del tempo ed è oggi considerato uno dei prodotti meglio indicativi della genialità di una band capace di esprimersi non solo attraverso un rock piacevolmente semplice e lineare ma anche con lavori connotati da vivace estro creativo e pregevoli contenuti qualitativi.
L'album sale al primo posto delle classifiche inglesi ed ottiene un vasto riscontro di vendite internazionali. Accompagnato dagli ampi consensi riscossi dal singolo Down Down, è uno dei dischi di maggior successo commerciale nella carriera degli Status Quo.
Singoli: Down Down (n. 1 UK).
Note:
- La copertina del lavoro ritrae la band al centro di un effetto visivo dovuto alla stanza di Ames.

## Tracce
Lato A
1. Little Lady – 3:03 (Parfitt)
2. Most of the Time – 3:18 (Rossi/Young)
3. I Saw the Light – 3:38 (Rossi/Young)
4. Over and Done – 3:53 (Lancaster)
5. Nightride – 3:50 (Parfitt/Young)

Lato B
1. Down Down – 5:23 (Rossi/Young)
2. Broken Man – 4:13 (Lancaster)
3. What to Do – 3:05 (Rossi/Young)
4. Where I Am – 2:40 (Parfitt)
5. Bye Bye Johnny – 4:42 (Berry)

Tracce bonus dell'edizione CD 2005
1. Down Down (Single Version) – 3:49 (Rossi/Young)
2. Roll Over Lay Down (Live at the Kursaal, Southend, 1 marzo 1975) – 5:59 (Rossi/Young/Parfitt/Lancaster/Coghlan)
3. Gerdundula (Live at the Kursaal, Southend, 1 marzo 1975) – 4:28 (Manston/James)
4. Junior's Wailing (Live at the Kursaal, Southend, 1 marzo 1975) – 5:21 (White/Pugh)
5. Roadhouse Blues (Live at the Kursaal, Southend, 1 marzo 1975) – 14:14 (Densmore/Morrison/Krieger/Manzarek)

## Deluxe Edition 2016
Il 25 marzo 2016, viene pubblicata la deluxe edition dell'album contenente 2 CD.
Nel primo disco viene riprodotto fedelmente l'album del 1975, con il sound completamente restaurato e rimasterizzato.
Nel secondo CD, oltre alla single version del brano Down Down, sono contenuti pezzi registrati dal vivo nel 1975 nelle città di Southend e Magonza.
Il libretto, oltre a varie foto del periodo di incisione dell'album, contiene delle ampie note illustrative redatte a cura di Dave Ling, critico delle riviste musicali britanniche Classic Rock e Metal Hammer.

### Tracce Deluxe Edition
CD 1
Contiene l'album originale del 1975, in versione restaurata e rimasterizzata.
1. Little Lady – 3:03 (Parfitt)
2. Most of the Time – 3:18 (Rossi/Young)
3. I Saw the Light – 3:38 (Rossi/Young)
4. Over and Done – 3:53 (Lancaster)
5. Nightride – 3:50 (Parfitt/Young)
6. Down Down – 5:23 (Rossi/Young)
7. Broken Man – 4:13 (Lancaster)
8. What to Do – 3:05 (Rossi/Young)
9. Where I Am – 2:40 (Parfitt)
10. Bye Bye Johnny – 4:42 (Berry)

CD 2
Contiene la single version del brano Down Down e svariati pezzi registrati dal vivo nel 1975 nelle città di Southend e Magonza.
1. Down Down (Single Version) – 3:49 (Rossi/Young)
2. Roll Over Lay Down (Live at the Kursaal, Southend, 1 marzo 1975) – 5:59 (Rossi/Young/Parfitt/Lancaster/Coghlan)
3. Gerdundula (Live at the Kursaal, Southend, 1 marzo 1975) – 4:28 (Manston/James)
4. Junior's Wailing (Live at the Kursaal, Southend, 1 marzo 1975) – 5:21 (White/Pugh)
5. Roadhouse Blues (Live at the Kursaal, Southend, 1 marzo 1975) – 14:14 (Densmore/Morrison/Krieger/Manzarek)
6. Backwater (Live at the Rheingoldhalle, Magonza, 22 febbraio 1975) – 4:55 (Parfitt/Lancaster)
7. Just Take Me (Live at the Rheingoldhalle, Magonza, 22 febbraio 1975) – 3:40 (Parfitt/Lancaster)
8. Claudie (Live at the Rheingoldhalle, Magonza, 22 febbraio 1975) – 4:37 (Rossi/Young)
9. Little Lady (Live at the Rheingoldhalle, Magonza, 22 febbraio 1975) – 3:26 (Parfitt)
10. Most of the Time (Live at the Rheingoldhalle, Magonza, 22 febbraio 1975) – 3:19 (Rossi/Young)
11. Bye Bye Johnny (Live at the Rheingoldhalle, Magonza, 22 febbraio 1975) – 6:34 (Berry)
12. Down Down (Demo) – 5:40 (Rossi/Young)

## Formazione
- Francis Rossi (chitarra solista, voce)
- Rick Parfitt (chitarra ritmica, voce)
- Alan Lancaster (basso, voce)
- John Coghlan (percussioni)

## British album chart
| Posizione | 1 | 1 | 2 | 2 | 5 | 4 | 7 | 12 | 18 | 23 | 27 | 27 | 44 | 29 | 24 | 31 | 37 | 30 | 29 | 26 | 34 | 41 | 39 | 49 | 46 | 40 | 54 | 44 | 58 | uscito |